# 球面三角
『球面三角』（きゅうめんさんかく、英題：英: Spherical Trigonometry）は、日本のホラー小説家朝松健によるホラー小説。クトゥルフ神話の1つ。
2010年のアメリカのホラーアンソロジー『CTHULHU'S REIGN』のために書き下ろされ、英訳版の方が先に発表された。日本では、2015年にアトリエサードから原文・英訳版を併録した小冊子が限定500部刊行され、続いて2017年に短編集単行本に収録された。

## あらすじ
出雲佐代子は、奇人真鍋の依頼のもと、長野の山奥にシェルター「ウーム（子宮）」を設計する。真鍋は「内側に一切の角がない避難シェルター」という奇妙な条件を提示してきた。真鍋は「大異変に備えろ。時間がない。50年は耐えられるものを作れ」と主張する。変人富豪による奇怪な依頼は、だが佐代子の建築家としての琴線を刺激し、言葉通りに曲面だけで構成された建物が建造されたが、彼女は真鍋の言う「大異変」が本当に来るとは思っていなかった。
大地震が起こり、茨城・千葉・神奈川・静岡の太平洋側の広範囲エリアが消滅した。その出来事は、皆が津波によるものと信じていた。翌朝、出雲夫妻のもとに真鍋から電話がかかってくる。真鍋は「明智呈三の予言が現実化した」と言い、まだ未完成のウームに出雲夫妻も来るように告げる。
佐代子は真鍋が発狂したかと判断し無視しようとするが、直後、2人の脳裏に呪われた神が復活したヴィジョンが到来する。2人は、全人類が同じ幻視をしたことを悟る。テレビを点けたところ、都庁ビルが崩壊している様子が映し出されている。メタルフレームとガラスで構成された壁面の鋭角から、何百本もの黄色いロープのようなものが伸びている。新聞社のヘリが触手に捕らえられ、破壊されて残骸を下に投げつけられる。真鍋は「あいつらは角からこっちの世界に侵略してくる」と説明する。
出雲達也・佐代子は真鍋邸に行き、そこで大荷物を搭載できる真鍋のワンボックスカーに乗り換える。真鍋の大荷物とは大量のオカルト本であった。真鍋の夫人である加奈子は混乱しており、状況を理解できていない。達也の運転のもと、車を発進させる。真鍋は「健康な肉体と子宮を持った女が必要だったのだ」と言い、夫妻に愛情はなさそうだ。真鍋はもともと民俗学者をしており、20年前に父の急死によって会社を継いだ後、有り余る金でオカルト書を買い漁っているのだという。達也にも彼の難物ぶりがわかってきて、もう会話したくない。
長野に入ると、もう自動車の姿はなくなり、人間が退化した生物が徘徊している。4人がいざシェルターに入ろうというとき、佐代子が化物に襲われる。達也は助けようとするが、真鍋は佐代子を見捨てて扉を閉める。
やがて報道で、どんな場所にも角から侵入してくる怪物たちのことが知らされ、真鍋の妄言が現実のものであったことを、達也は否が応にも理解する。3日目にはテレビが死に、5日目にはネットが死んで、外界の情報が入って来なくなる。また加奈子の様子がおかしくなり、達也に流し目を送って来るようになる。達也は正気を保つために絵を描く。やがて全裸で加奈子が訪れ、達也は恐怖から逃れたい一心で応じる。
加奈子は真鍋にキスマークを見せつけるが、真鍋は構わんと言い、ならば両方と交わるかと続ける。人類の種を残せればそれでいいと断定する彼に、達也はあきれ果てる。真鍋は「このシェルターには角がないのだから奴らの侵攻のしようがない」と力説するが、その最中、真鍋の体内から触手が生じて肉体を貫いてくる。何が起こったのか理解できず苦悶する真鍋に、達也は「三角関係があるぜ」「それが気に食わないなら、どんなに円く装ってもあんたの性根が一番尖ってるってのはどうだ」と吐き捨てる。達也と加奈子は外に出る。化物がいようが崩壊していようが、ここよりはマシだ。

## 主な登場人物・用語
- 出雲達也 - 語り手。画家。
- 出雲佐代子 - 科学者・建築家。達也の妻。真鍋社長の依頼で「ウーム」を設計した。
- 真鍋 - オカルト狂の大富豪。50代半ば。西東京在住。
- 真鍋加奈子 - 33歳。結婚前は銀座でホステスをしていた。
- 「ウーム」 - 曲面で構成された避難シェルター。未完成であり、耐用年数は推定20年。
- 「アッツォウス」 - 書物のタイトル。
- 触手 - 異次元から角度を通して現れる。ティンダロスのなんとか。
- 白い野獣 - 人間が退化した怪物。ウィリアム・H・ホジスンのホラー作品『異次元を覗く家』に登場する半獣人「人豚（ホッグ）」[2]。
- 明智呈三 - 大正期のオカルティスト。

## 収録
- DAW Books『Cthulhu's Reign』"Spherical Trigonometry" エドワード・リプセット英訳、2010年
- アトリエサード『球面三角』朝松健、2015年
- アトリエサード『アシッド・ヴォイド』朝松健、2017年

## 関連作品
- Faceless City - 2016年の長編。クトゥルー復活後の世界を舞台とする。この『球面三角』の「大異変」に相当する出来事が「大復活」と呼ばれる[3]。
- 肝盗村鬼譚、弧の増殖 - 弧と角の対比をテーマとする。
- 残存者たち - フレッド・チャペルの神話作品。同様に『Cthulhu Reign』に収録。